# Província d'Oulu
La província d'Oulu fou una província de Finlàndia. Feia frontera amb les províncies de Lapònia, Finlàndia Occidental i Finlàndia Oriental. També feia frontera amb el golf de Bòtnia i amb Rússia.

## Localitats
- Oulu.
- Kuusamo.
- Hyrynsalmi.
- Hailuoto.
- Haukipudas.
- Kempele.
- Kestilä.

## Províncies històriques
La província fou creada el 1775. El 1922 s'hi annexà Petsamo i el 1936 se'n separà la Província de Lapònia.
Totes les províncies de Finlàndia es van abolir l'1 de gener de 2010.

## Regions
Oulu es dividia en dues regions:
- Ostrobòtnia del Nord (Pohjois-Pohjanmaa (finès) / Norra Österbotten (suec))
- Kainuu (Kainuu (finès) / Kajanaland (suec)).